# Švehlův dub v Hostivaři
Švehlův dub v Hostivaři je památný dub letní (Quercus robur), který roste v přírodním parku Hostivař-Záběhlice nedaleko Hostivařského náměstí. Nachází se na soukromém pozemku ve Švehlově statku, ale od vjezdu na něj z ulice K Horkám je dobře viditelný.

## Základní údaje
- rok vyhlášení: 2001[2]
- odhadované stáří: asi 195 let (v roce 2015)
- obvod kmene: 389 cm (2000), 411 cm (2009), 421 cm (2013)
- výška: 22 m (2000), 27 m (2009)
- výška koruny: 16 m (2000), 23 m (2009)

- šířka koruny: 20 m (2000), 23 m (2009)

## Stav stromu
Strom je ve velmi dobrém stavu a svým habitem se řadí k nejkrásnějším památným dubům v Praze. Okolí je pro jeho další růst příznivé (travnatá plocha s pastvinou ovcí v ovocném sadu). 

## Další zajímavosti
Traduje se, že pod tímto dubem spolu často rozmlouvali prvorepublikový předseda vlády Antonín Švehla s T.G. Masarykem, který sem jezdíval ze zámku v Kolodějích.
Vjezd na pozemek je asi 200 m od autobusové zastávky Hostivařské náměstí.

## Turismus
Okolo dubu vede turistická značená trasa  0013 ze Záběhlic přes Hostivař a Průhonice do Borku.